# Castelo Sonnenstein
O Castelo Sonnenstein (em alemão Schloss Sonnenstein) é um palácio da Alemanha situado no Monte Sonnenstein sobranceiro do Rio Elba, em Pirna, Estado da Saxónia, próximo de Dresden. Albergou um hospital psiquiátrico que funcionou entre 1811 e o final da Segunda Guerra Mundial, em 1945. Durante a guerra serviu como um centro do programa Aktion T4
do 3º Reich. O hospital foi encerado após o final da guerra e reaberto na década de 1970.

## História

### De Fortaleza a Clínica

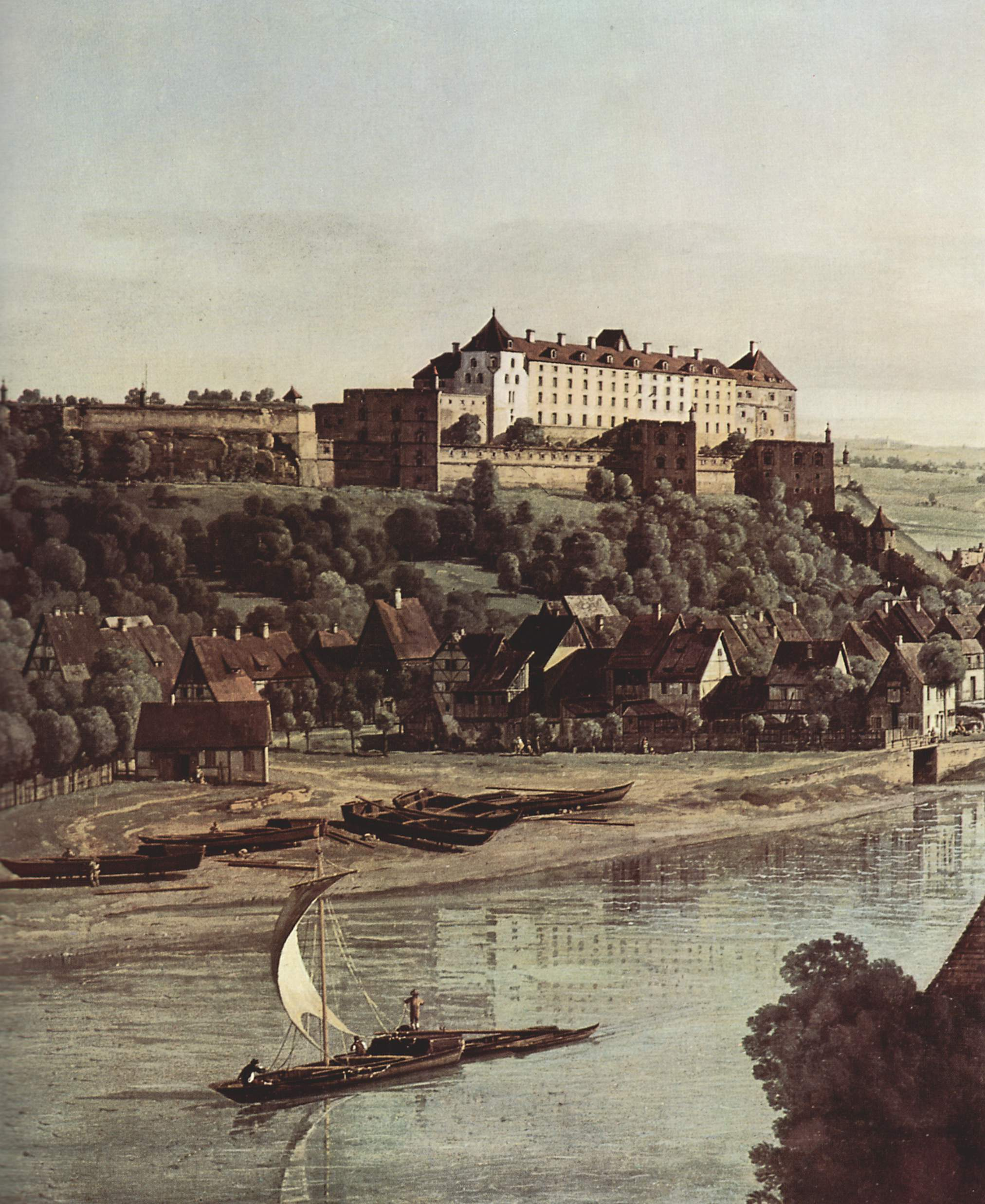
Vista de Pirna com o Schloss Sonnenstein em 1757, por Canaletto.

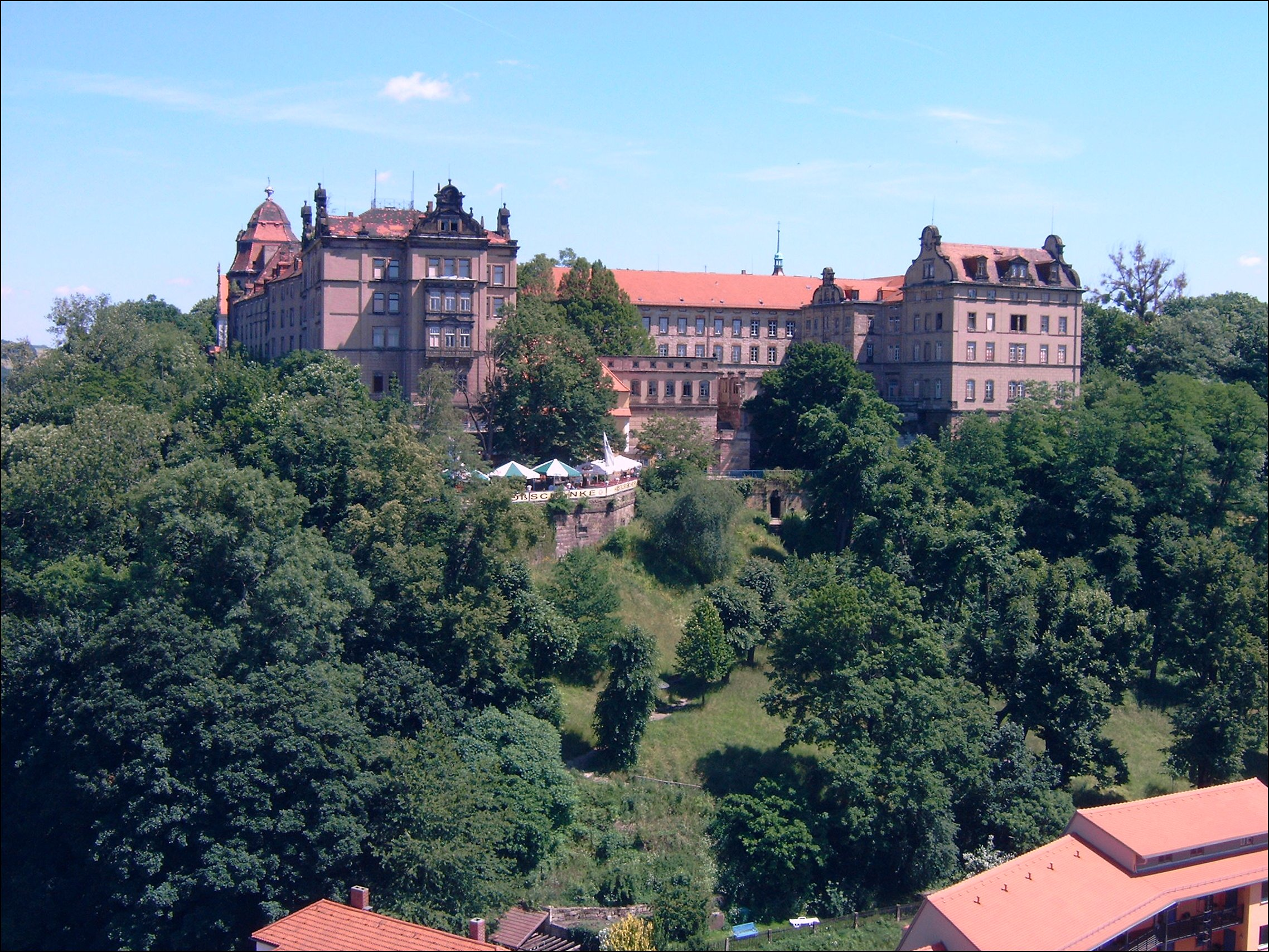
Vista geral do Schloss Sonnenstein, 2005.

Inicialmente, o Schloss Sonnenstein foi construído como uma fortaleza, a partir de 1460, no local dum antigo castelo medieval. Em 1486, o edifício sofreu um incêndio, sendo reconstruido cinco anos depois. Em 1688 foi ampliado por ordem do Comandante Wolf Caspar von Klengel. Durante a Guerra dos Sete Anos (1756-1763) ficou em ruínas, entrando ao uso civil em 1764.
Em 1811, o palácio iniciaria uma nova fase na sua história, com a instalação duma prestigiada instituição destinada ao tratamento de doentes mentais que ganhou reputação devido aos novos conceitos na abordagem psiquiátrica. O médico e director desta clínica foi o Dr. Ernst Gottlob Pienitz (1777-1853). Porém, no dia 14 de Setembro de 1813, as tropas francesas ocuparam Sonnenstein, o que obrigou à evacuação dos 275 pacientes, sendo confiscados os mantimentos e carregadas as estruturas de apoio aos telhados devido ao iminente risco de incêndio. Em Setembro de 1813, o Imperador Napoleão viveu temporariamente em Marienhaus am Markt. Os franceses defenderam a fortaleza até à capitulação de Dresden, no dia 11 de Novembro desse ano. O hospital viria a funcionar novamente, apenas, em Fevereiro do ano seguinte, embora duma forma precária.

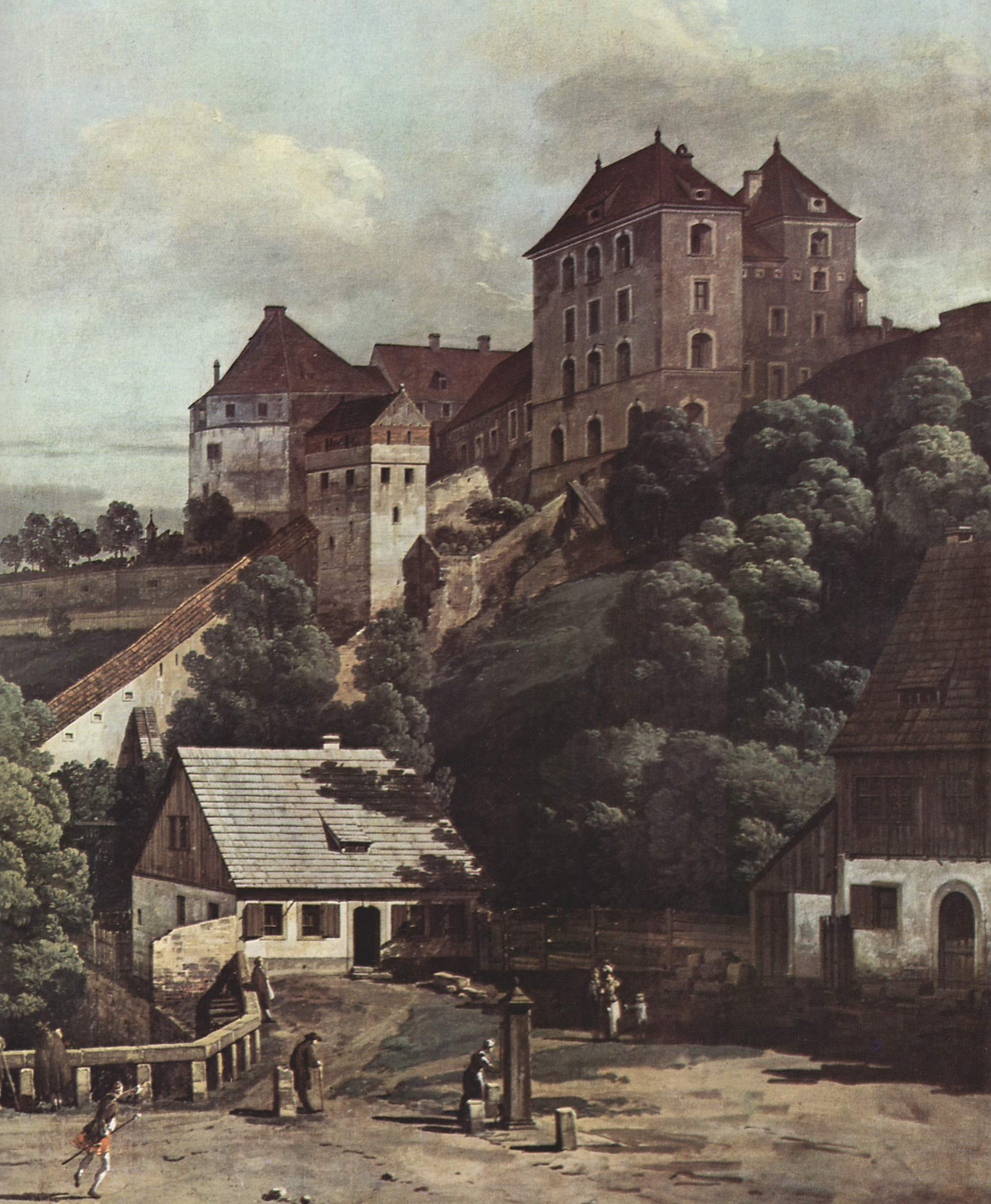
O Schloss Sonnenstein visto por Canaletto.

Entre 1855 e 1914, o hospital seria ampliado através da construção de vários edifícios novos. Em 1902 foi inaugurada a igreja da instituição. Entre 1922 e 1939, a escola estatal de enfermagem esteve instalada no Schloss Sonnenstein.
O conhecido Presidente do Senado Dr. Daniel Paul Schreber foi internado várias vezes em Sonnenstein (de Junho de 1894 a Dezembro de 1902), tendo escrito ali a sua obra Denkwürdigkeiten eines Nervenkranken (1900-1902). O Dr. Guido Weber, director do hospital entre 1893 e 1910, elaborou vários pareceres sobre Schreber nos relatórios de incapacidade. O caso foi descrito, principalmente, por Freud, entre 1910 e 1911, no seu ensaio Psychoanalytische Bemerkungen zu einem autobiographisch beschriebenen Fall von Paranoia (Dementia Paranoides).
Em 1928, o Prof. Hermann Paul Nitsche passou a ser director do hospital, cujo número de internados crescera para mais de 700 pacientes. Com o seu discurso de início de mandato, começou a exclusão sistemática dos doentes mentais crónicos. Defendeu uma "higiene racial" através da "eutanásia" e das esterilizações forçadas, com recurso a questionáveis "tratamentos coercivos" como forma de controlar as "doenças mentais hereditárias" nos pacientes . No Outono de 1939 o hospital foi encerrado por decreto do Ministro do Interior da Saxónia e instituido como "hospital-reserva" e "aquartelamento de colonos".

### Durante a Segunda Guerra Mundial

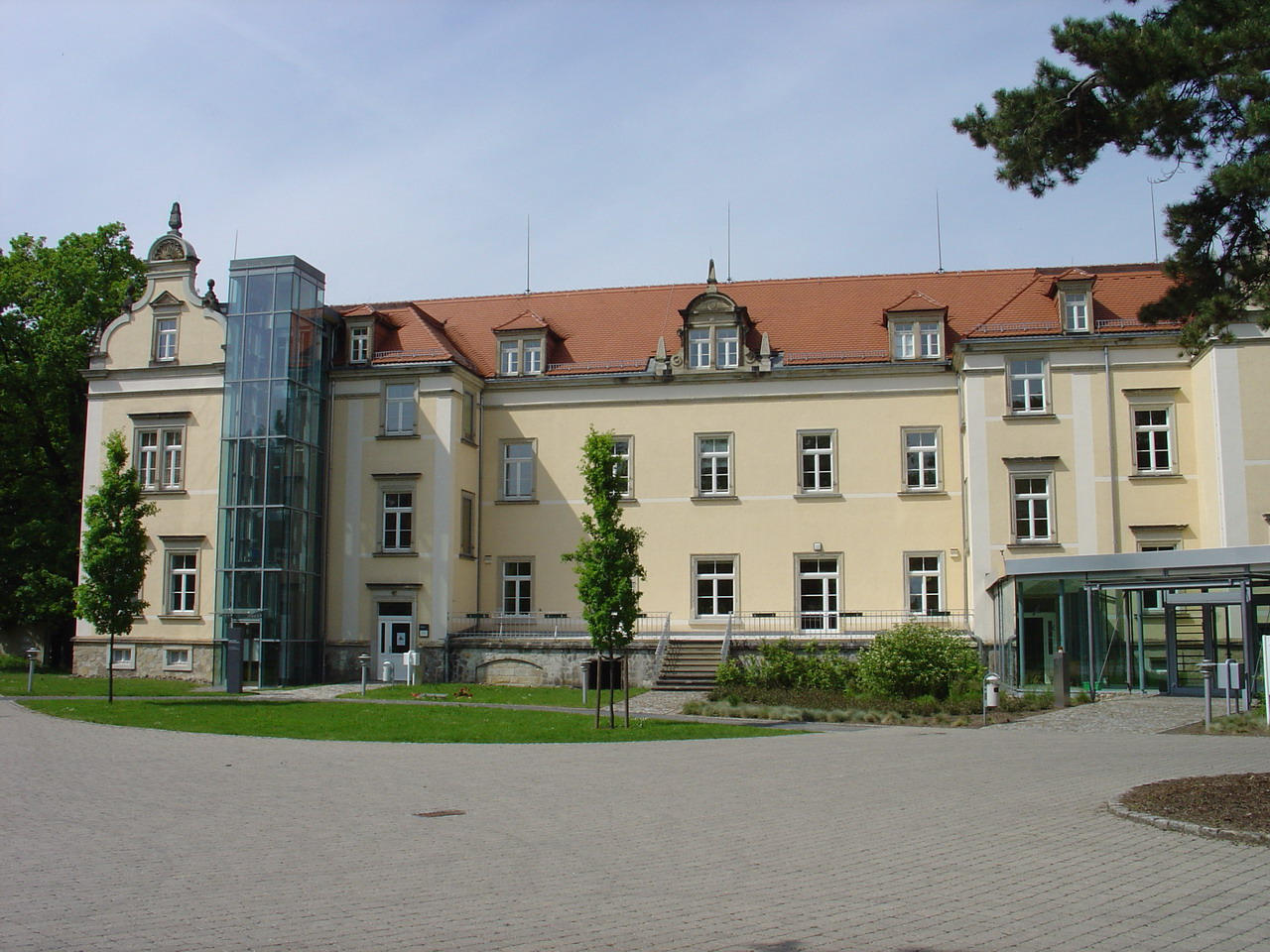
Fachada da Haus C16 na actualidade, em cuja cave funcionou uma câmara de gás até 1941.

Durante a Segunda Guerra Mundial, o Schloss Sonnenstein viveu a fase mais tenebrosa da sua história: uma parte do complexo funcionou como de morte entre o início de 1940 e Junho de 1942, ficando conhecido pela sua utilização no âmbito da acção de eutanásia nazi (ou Aktion T4). Foram instalados uma câmara de gás e um crematório nas caves dos antigos sanitários dos homens (a Haus C16 - Casa C16). O crematório, construídos em tijolo, à semelhança do que aconteceria mais tarde em Mauthausen, foi entregue à firma Kori, de Berlim. Um alta parede de tijolos protegia o complexo dos olhares exteriores, enquanto um alto tapume foi erguido nos outros lados. Dentro desta área ficavam localizados quatro edifícios; estes eram usados como espaços para os oficiais, salas de estar do pessoal, etc. As áreas de dormir dos "queimadores" (homens que queimavam os corpos) foram instaladas no ático do edifício C16. Também é possível que outras secções do edifício fossem utilizadas pelo Aktion T4. 
De Junho de 1940 a Agosto de 1941, sob a liderança do médico Horst Schumann, foram gazeados em Pirna 13.720 pacientes e 1.031 prisioneiros dos campos de concentração no âmbito do programa Sonderbehandlung 14f13. A maioria das vítimas eram provenientes de hospitais psiquiátricos, lares para pessoas com deficiências mentais e idosas, além de lares de enfermagem. Em algumas das semanas, foram intoxicadas com gás até 100 pessoas por dia. O pessoal consistia em cerca de 100 elementos. Um terço deles foi enviado para os campos de concentração na Polónia ocupada devido à sua experiência em enganar, matar, gazear e queimar pessoas inocentes.
Entre os habitantes de Pirna apenas corriam rumores sobre os assassinatos de doentes no Schloss Sonnenstein. Deste modo, a população não se manifestou sobre o assunto devido ao receio de sanções, aceitando o facto passivamente. Actualmente, o facto é recordado por dois memoriais, o Gedenkstätte Pirna Sonnenstein e a Kuratorium Gedenkstätte Sonnenstein.
Durante Agosto e Setembro de 1942, o centro de assassinatos de Sonnenstein foi liquidado e as instalações incriminatórias, como a câmara de gás e o crematório, foram desmanteladas. A partir de Outubro desse ano o complexo passou a ser usado como um hospital militar que funcionaria até 1945.

#### Médicos assassinos
Os organizadores do programa Aktion T4, Viktor Brack e Karl Brandt, ordenaram que as mortes dos doentes fossem efectuadas exclusivamente por pessoal médico, uma vez que a carta de autorização de Hitler, datada de 1 de Setembro de 1939, se referia apenas àqueles profissionais. Portanto, o funcionamento das câmaras de gás nos centros de morte ficaram à responsabilidade dos médicos. No entanto, no desenrolar do programa, na ausência de médicos ou por outros motivos, também pessoal não médico usou o gás. Nenhum dos médicos se correspondia com o exterior usando os seus nomes reais, recorrendo antes a nomes dissimulados. Por Sonnenstein passaram os seguintes médicos:
- Director: Horst Schumann ("Dr. Blume"): Junho de 1940 a Agosto de 1941;
- Adjunto: Curt Schmalenbach ("Dr. Palm): Outono de 1940 a Dezembro de 1940;
- Adjunto: Klaus Endruweit ("Dr. Bader"): 22 de Novembro de 1940 a Agosto de 1941;
- Adjunto: Kurt Borm ("Dr. Storm"): Dezembro de 1940 a Agosto de 1941.

No Verão de 1947, alguns membros da Aktion T4 apareceram como acusados no Dresdner Ärzteprozess (Julgamento Médico de Dresden). O Professor Paul Nitsche, médico chefe do programa, e dois enfermeiros de Sonnenstein foram sentenciados à morte.

### Depois da Segunda Guerra Mundial

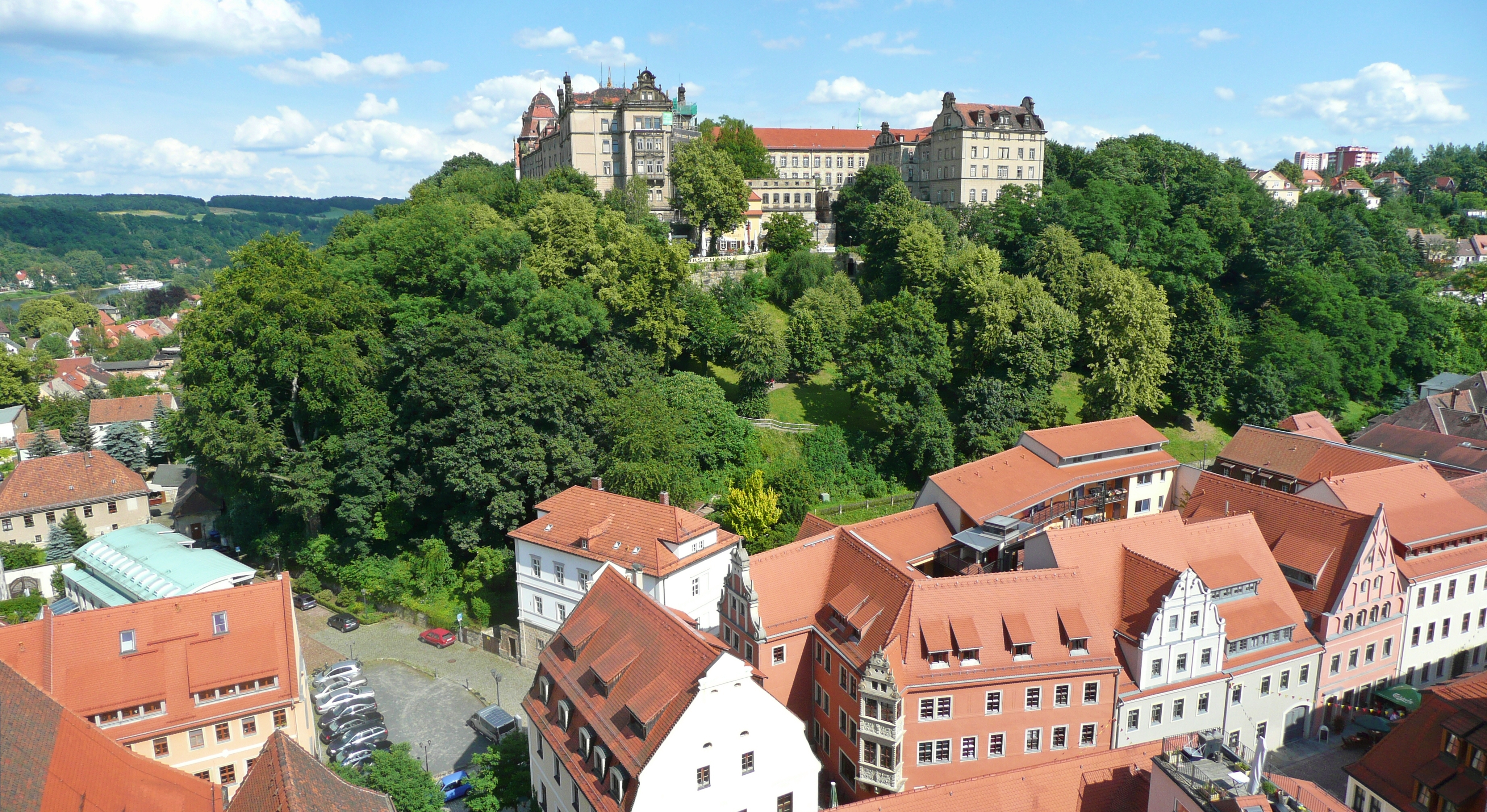
Vista geral do Schloss Sonnenstein, 2009.

Após o final da Segunda Guerra Mundial, foram instalados no Schloss Sonnenstein, até 1949, um campo de refugiados e acampamento de quarentena para antigos membros do exército, gabinetes municipais e, até 1954, uma escola de polícia.
Entre 1954 e 1991, uma grande parte da estrutura foi usada predominantemente pela Strömungsmaschinenwerk para fabricar turbinas aeronáuticas.
Desde a década de 1970, o edifício acolhe, uma vez mais, pessoas com deficiências. Em 1977, o Centro Distrital de Reabilitação de Pirna foi instalado na área do Schloss Sonnenstein. Em 1991 foi inaugurada uma oficina para pessoas com deficiência.
Demorou cerca de 40 anos até se reconhecer o papel desempenhado por Sonnenstein no programa T4; em 1989, o público comemorou a história do centro. No dia 9 de Junho de 2000, foi inaugurada uma exposição histórica no sótão da Haus C16. Esta surgiu por iniciativa dos cidadãos e é administrada pela Stiftung Sächsische Gedenkstätten zur Erinnerung an die Opfer politischer Gewaltherrschaft ("Fundação dos Memoriais Saxões para comemorar as Vítimas da Tirania Política"). Na outra sala memorial, situada na cave do edifício, onde se encontrava a câmara de gás, estão documentados os destinos de 22 vítimas dos assassinatos.

## Literatura
- Trabalho de Pesquisa da eutanásia e esterilização forçada pelos nacionais socialistas (Ed.): Tödliches Mitleid. NS-„Euthanasie“ und Gegenwart; Münster: Klemm & Oelschläger, 2007; ISBN 978-3-932577-53-6
- Boris Böhm: Geschichte des Sonnensteins und seiner Festung; Ed. v. Kuratorium Gedenkstätte Sonnentein e.V.; Pirna, 1994
- Tino Hemmann: „Der unwerte Schatz“. Die Lebensgeschichte eines Leipziger Kindes bis zur Tötung in Pirna/Sonnenstein; Leipzig: Engelsdorfer, 2007; ISBN 978-3-86703-223-0